# ディートリヒ4世 (ラウジッツ辺境伯)
ディートリヒ4世（ドイツ語：Dietrich IV., 1260年ごろ - 1307年12月10日?）またはディーツマン（Diezmann）は、ラウジッツ辺境伯（在位：1291年 - 1303年）、テューリンゲン方伯（在位：1298年 - 1307年）。

## 生涯
ディートリヒ4世はマイセン辺境伯アルブレヒト2世と、神聖ローマ皇帝フリードリヒ2世の娘マルガレータの三男として1260年ごろに生まれた。
父アルブレヒト2世がクニグンデ・フォン・アイゼンベルクを愛人としたことで、母マルガレータが1270年にヴァルトブルク城から去った後、ディートリヒとその兄フリードリヒ1世は叔父であるランツベルク辺境伯ディートリヒの宮廷で育てられた。成人した兄弟と長兄ハインリヒは、クニグンデとの間に生まれた息子アピッツ（アルブレヒト）を寵愛しテューリンゲン方伯領を相続させたいと考える父アルブレヒト2世と争った。
ディートリヒは最初にプライセンラントを領有し、1288年に祖父マイセン辺境伯ハインリヒ3世が亡くなった後にラウジッツ辺境伯領を、1291年に従兄弟フリードリヒ・トゥタが亡くなった後にはオスターラントを相続した。
1301年、マグデブルク大司教ブルヒャルト2世・フォン・ブランケンブルクはディートリヒにドロイスィヒ城およびブルクヴェルベン城を2,000マルクのシュテンダル銀貨で売却したが、後に買い戻されることはなかった。また、シュプレムベルク（en）の城と町も売却された。
1303年、ディートリヒはラウジッツ辺境伯領の西部をブランデンブルク辺境伯オットー4世に売却した。
ローマ王アドルフ・フォン・ナッサウにより父の遺産であるテューリンゲン方伯領を奪われたが、アドルフの失脚後に取り戻した。また、ローマ王アルブレヒト1世が大軍を率いてオスターラントに侵攻すると、ディートリヒと兄フリードリヒは武装した市民や農民、ブラウンシュヴァイクの騎兵を率いて、1307年5月31日のルッカの戦いにおいてアルブレヒト1世を完全に破った。
ディートリヒはおそらく暗殺未遂にあった後、1307年12月10日にライプツィヒで死去したとみられる。後の不確かな言い伝えによると、ディートリヒは1307年12月24日か25日、クリスマスのミサ中にライプツィヒのトーマス教会でナッサウ伯フィリップによって殺害されたと言われている。ディートリヒはライプツィヒのパウリナー教会に埋葬されたとみられる。

## 家族
1295年ごろにヘンネベルク伯ベルトルト8世の娘ユッタと結婚したが、子供は生まれなかったとみられる。ディートリヒの死後、ユッタはブランデンブルク辺境伯オットー4世と再婚した。